# 나타바이 탄시웨
나타바이 틴시웨(영어: Natabay Tinsiew, 1894년? ~ 2021년 )는 에리트레아의 님성 슈퍼센티네리언이다. 안세바주 아제파 출신이며 침례교 신자이다. 그의 배우자도 100세넘게 살만틈 장수하였다. 가족들은 할아버지가 기네스 기록에 등재되길 희망하며 덧붙여서 기록상의 1894년은 10살이 되던해 세례를 받은년도일뿐 생년은 1884년이라고 밝혔다.